# Gare de Chabenet
La gare de Chabenet est une gare ferroviaire française, de la ligne des Aubrais - Orléans à Montauban-Ville-Bourbon, située sur le territoire de la commune du Pont-Chrétien-Chabenet, quartier de Chabenet, dans le département de l'Indre, en région Centre-Val de Loire.
C'est une halte voyageurs de la Société nationale des chemins de fer français (SNCF) desservie par les trains du réseau TER Centre-Val de Loire.

## Situation ferroviaire

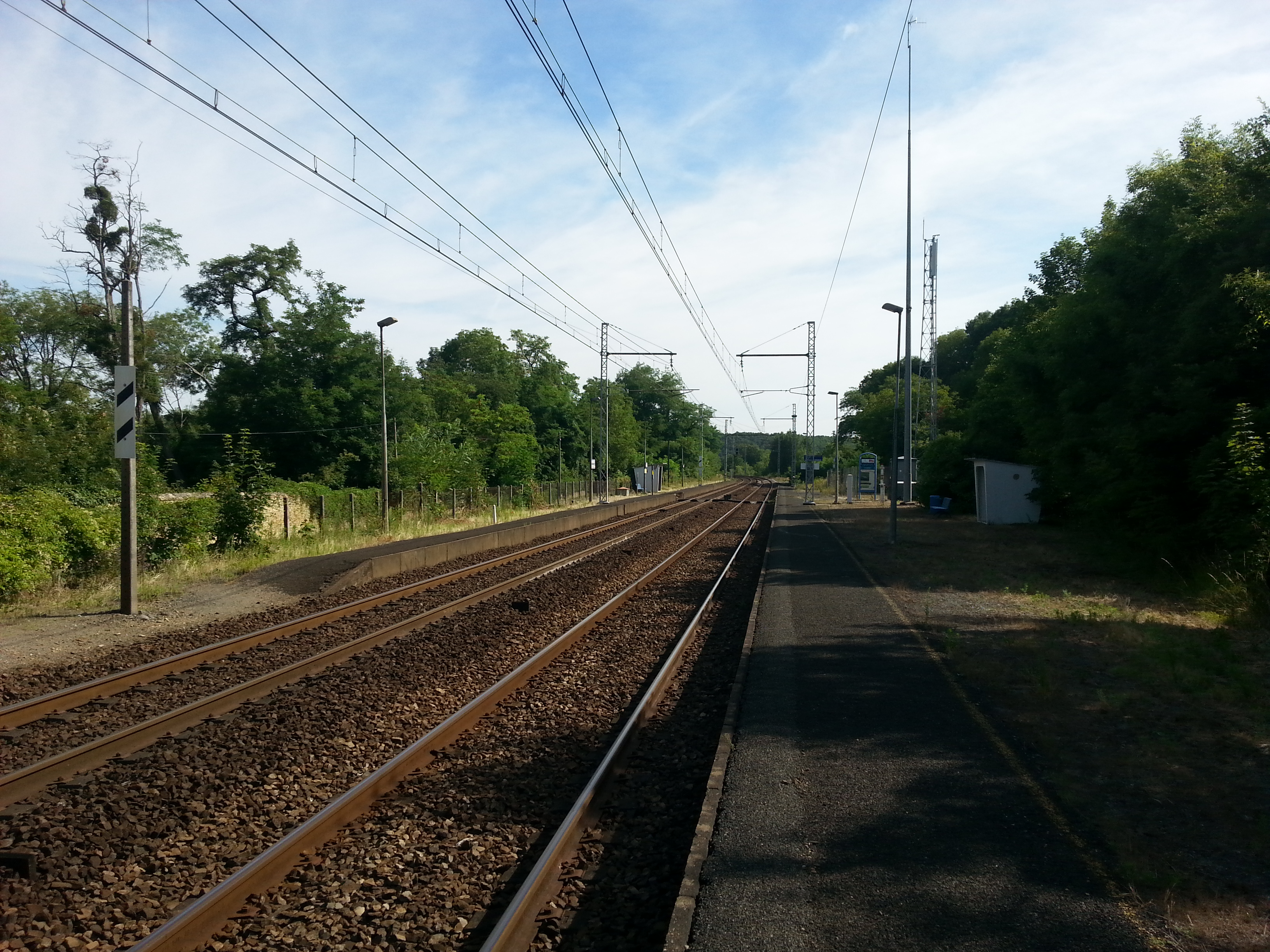
Vue générale depuis le quai pour Limoges.

Établie à 137 mètres d'altitude, la gare de Chabenet est située au point kilométrique (PK) 290,160 de la ligne des Aubrais - Orléans à Montauban-Ville-Bourbon, entre les gares de Lothiers et d'Argenton-sur-Creuse.

## Histoire
La gare fut bâtie au moment de la construction de la ligne des Aubrais - Orléans à Montauban-Ville-Bourbon, sur les directives formulées par le Comte de Poix, actionnaire de la Compagnie du chemin de fer de Paris à Orléans.

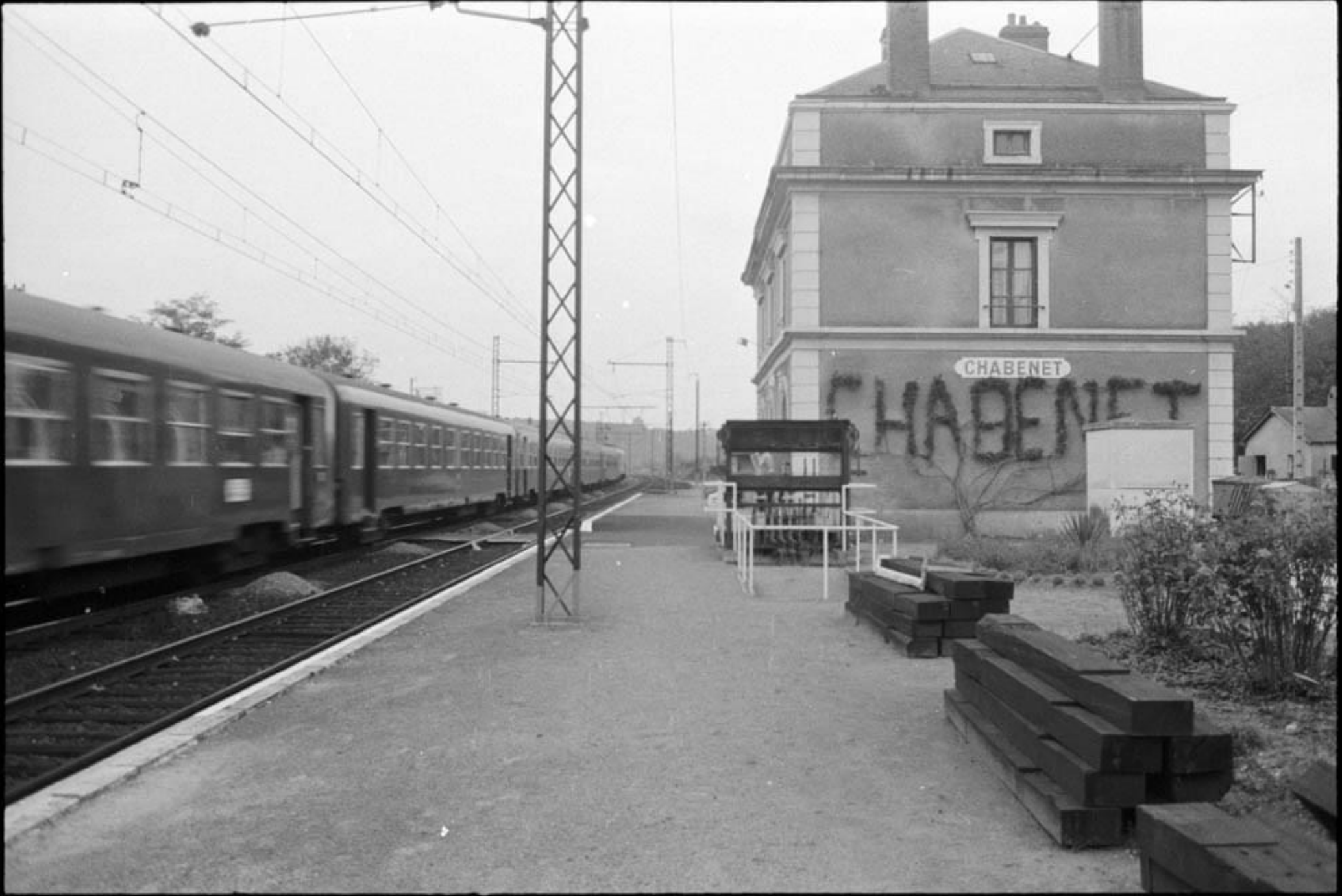

En 1888, la recette de la gare est de 122 253 francs.
Le bâtiment voyageurs est détruit en novembre 2009.
La gare possédait beaucoup de voies de services, au moins deux fois plus que sa gare voisine, Lothiers. Cependant elles ont été déposées très tôt, entre 1972 et 1975

### Fréquentation
Selon les estimations de la SNCF, la fréquentation annuelle de la gare figure dans le tableau ci-dessous.
| Année               | 2015 | 2016 | 2017 | 2018 | 2019 | 2020 | 2021 | 2022 | 2023 |
| ------------------- | ---- | ---- | ---- | ---- | ---- | ---- | ---- | ---- | ---- |
| Nombre de voyageurs | 99   | 80   | 115  | 95   | 87   | 155  | 121  | 135  | 187  |

## Service des voyageurs

### Accueil
Halte SNCF, c'est un point d'arrêt non géré (PANG) à entrée libre.
Elle est équipée de deux quais latéraux : le quai 1 (voie 1) mesure 127 m de long  et le quai 2 (voie 2) mesure 154 m de long. Les deux quais possèdent un abri voyageurs et le changement de quai se fait par un platelage posé entre les voies (passage protégé).

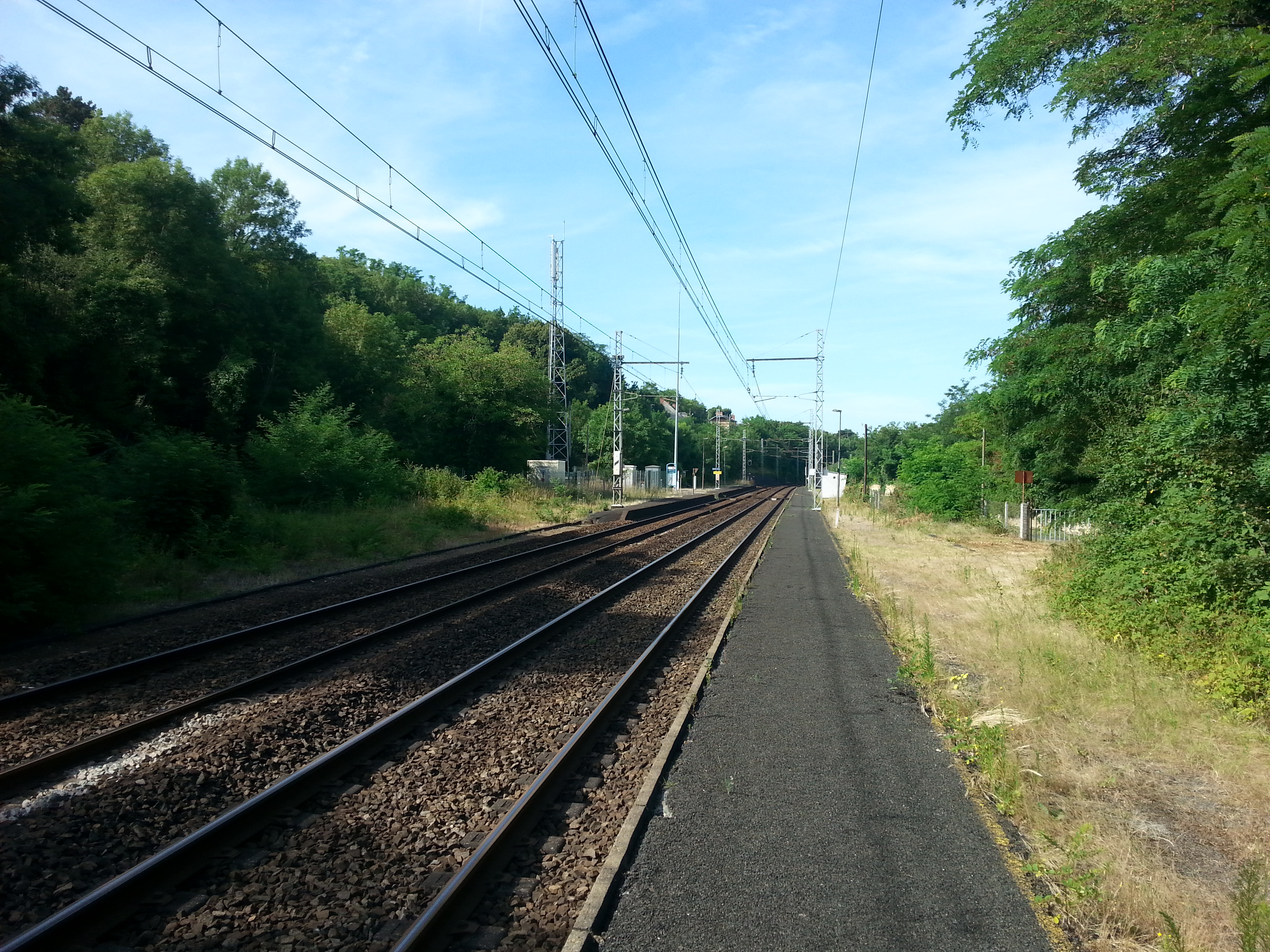
Vue du quai pour Châteauroux.
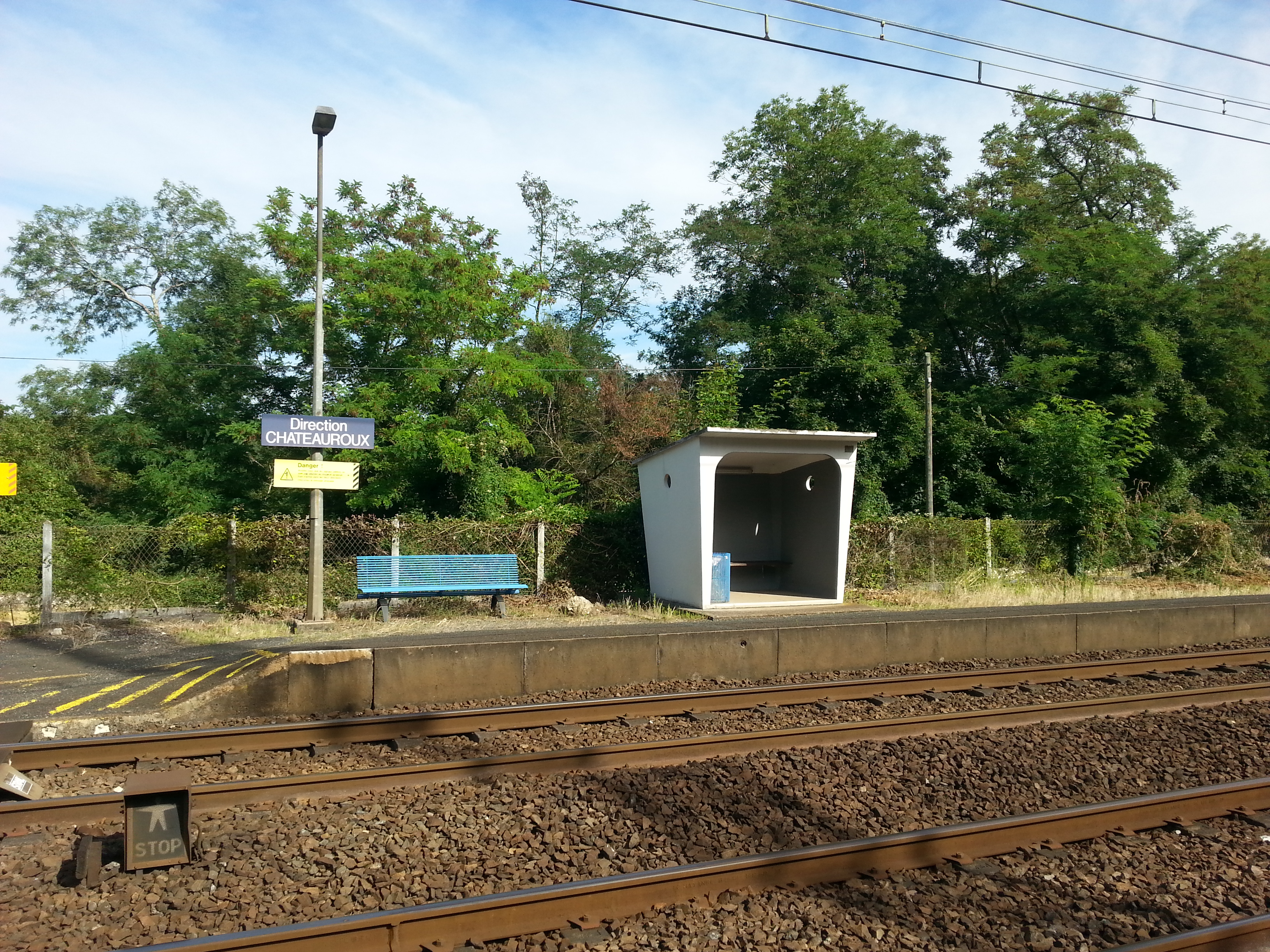
L'abri voyageurs.

### Desserte
Chabenet est desservie par deux trains TER Centre-Val de Loire par jour : le matin par un train circulant entre Argenton-sur-Creuse et Orléans et le soir par un autre circulant entre Vierzon et Argenton-sur-Creuse.

### Intermodalité
Un parc de stationnement pour les véhicules motorisés et les vélos y est aménagé.